# Comté de Brewster
Le comté de Brewster, en anglais : Brewster County, est un comté des États-Unis, situé à l'ouest de l'État du Texas aux États-Unis. Fondé le 2 février 1887, son siège de comté est la ville d'Alpine. Selon le recensement des États-Unis de 2020, sa population est de 9 546 habitants. Le comté a une superficie de 16 037,7 km2, dont 16 015,7 km2 en surfaces terrestres. Situé à la frontière avec le Mexique, le comté est baptisé en référence à Henry Percy Brewster (en), officier durant la révolution texane puis Secrétaire à la guerre de la république du Texas.

## Organisation du comté
Le comté est fondé le 2 février 1887, à partir de terres du comté de Presidio. Il est définitivement organisé et autonome, le 22 février 1887.
Le comté est baptisé en l'honneur de Henry Percy Brewster (en), Secrétaire à la guerre de la république du Texas. Celui-ci a auparavant été officier durant la révolution texane puis durant la guerre de Sécession.

## Géographie
Le comté de Brewster se situe à l'ouest de l'État du Texas, aux États-Unis,.  Il est le plus vaste comté de l’État, avec une superficie totale de 16 037,7 km2, composée de 16 015,7 km2 de terres et de 22 km2 de zones aquatiques et mesure trois fois la taille de l’État du Delaware. Il fait partie de la région du Trans-Pecos et est bordé au sud et à l'est par le fleuve Río Grande qui forme la frontière naturelle de l’État et du pays avec le Mexique. Le parc national de Big Bend est situé dans le comté.

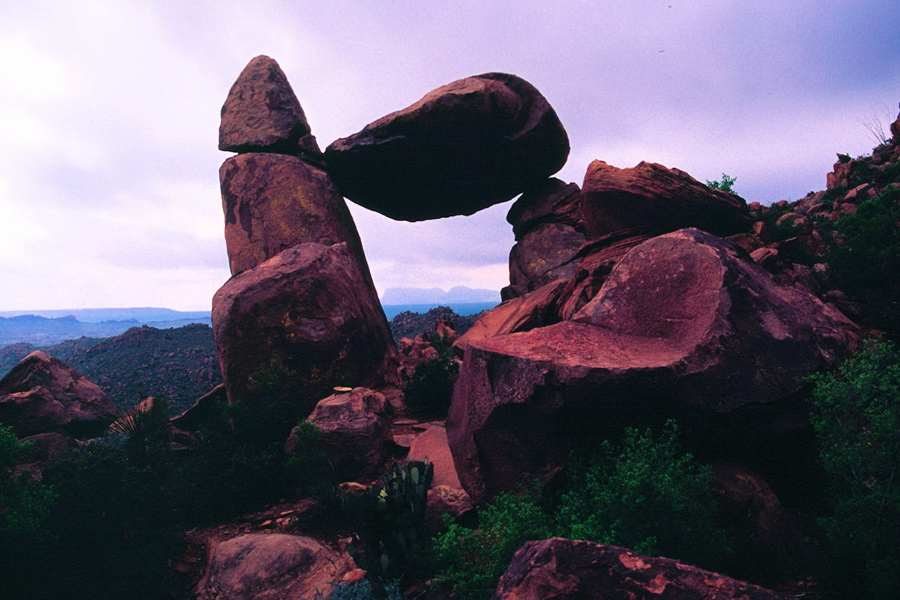
Rocher en équilibre dans le parc national de Big Bend.
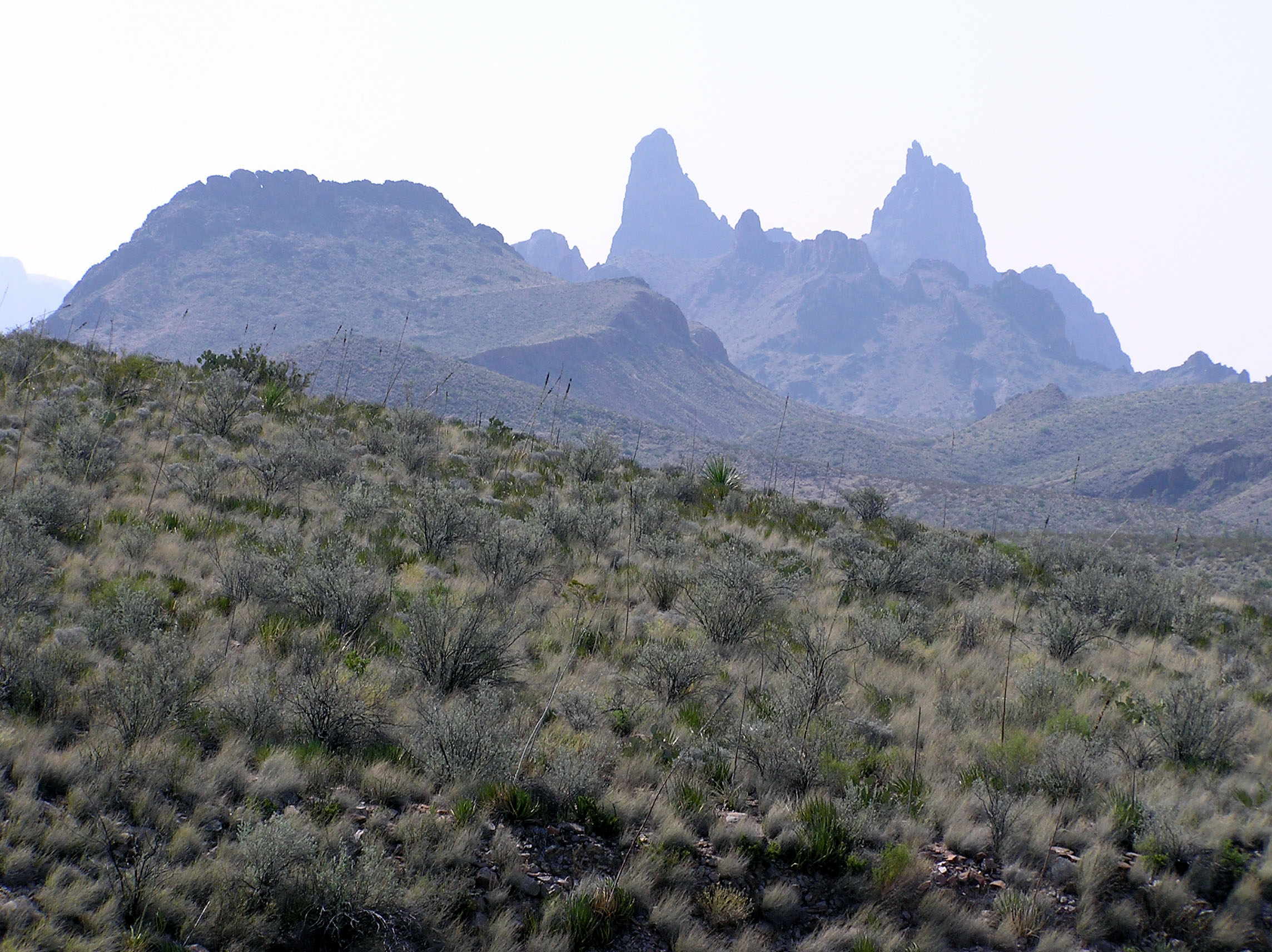
Pics Mule Ear.
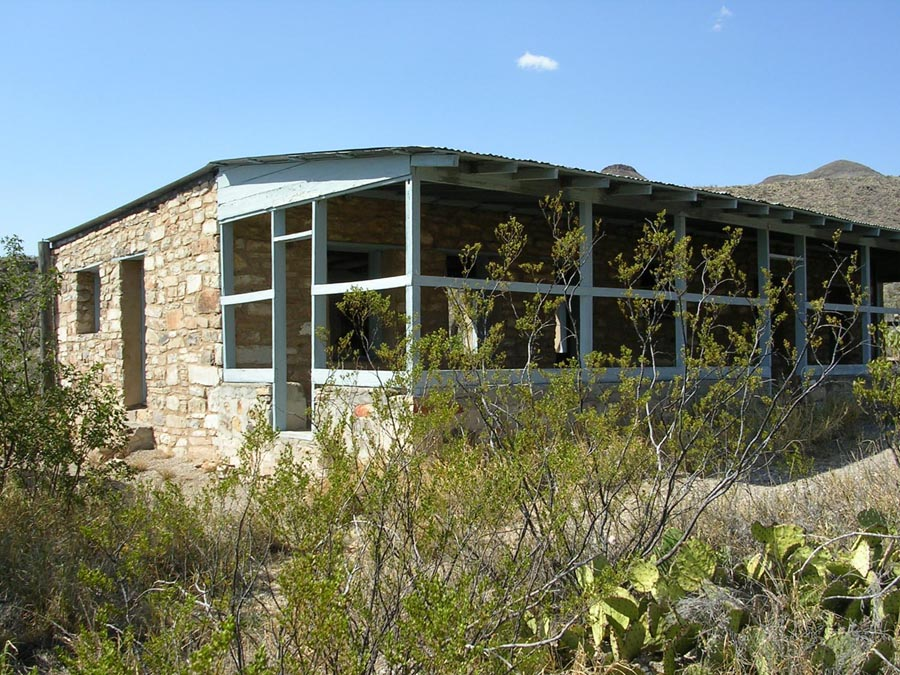
Le Homer Wilson Ranch.
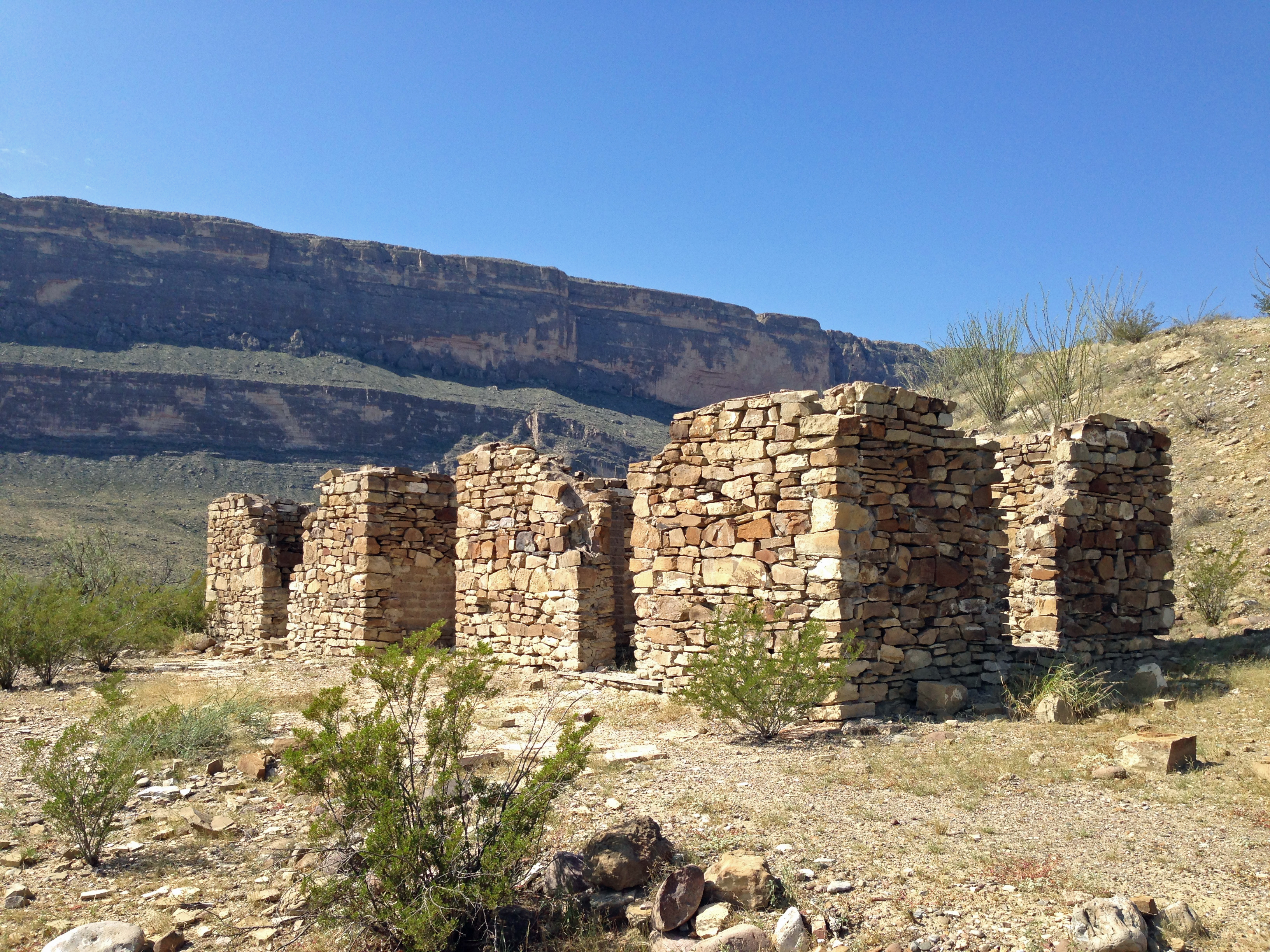
Ruines du Rancho Estelle.
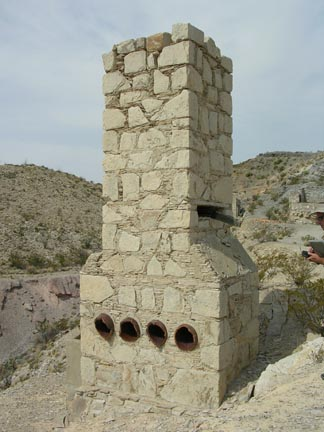
Ancienne mine de cinabre de Mariscal.

## Comtés adjacents
|                   | Comté de Pecos    | Comté de Terrell |
| Comté de Presidio | comté de Brewster |                  |
|                   |                   |                  |

## Démographie

Pyramide des âges du comté de Brewster (2000).

Lors du recensement de 2010, le comté comptait une population de 9 232 habitants. Elle est estimée, en 2017, à 9 337 habitants,.
| Groupe            | Comté de Brewster | Texas | États-Unis |
| ----------------- | ----------------- | ----- | ---------- |
| Blancs            | 86,6              | 70,4  | 72,4       |
| Autres            | 7,6               | 10,6  | 6,4        |
| Métis             | 2,8               | 2,7   | 2,9        |
| Afro-Américains   | 1,1               | 11,9  | 12,6       |
| Amérindiens       | 1,1               | 0,7   | 0,9        |
| Asiatiques        | 0,7               | 3,8   | 4,8        |
| Total             | 100               | 100   | 100        |
|                   |                   |       |            |
| Latino-Américains | 42,4              | 37,6  | 16,7       |

Selon l'American Community Survey, pour la période 2011-2015, 61,64 % de la population âgée de plus de 5 ans déclare parler l'anglais à la maison, 36,90 % déclare parler l’espagnol, 0,61 % le cherokee et 0,85 % une autre langue.
| Indicateur                             | Comté de Brewster | États-Unis |
| -------------------------------------- | ----------------- | ---------- |
| Personnes de moins de 5 ans            | 5,6 %             | 6,1 %      |
| Personnes de moins de 18 ans           | 19,4 %            | 22,6 %     |
| Personnes de plus de 65 ans            | 21,8 %            | 15,6 %     |
| Femmes                                 | 49,3 %            | 50,8 %     |
| Personnes par foyer                    | 2,26              | 2,64       |
| Vétérans                               | 8,6 %             | 8,0 %      |
| Personnes nées étrangères à l'étranger | 5,8 %             | 13,2 %     |
| Personnes sans assurance maladie       | 17,7 %            | 10,2 %     |
| Personnes avec un handicap             | 14,7 %            | 8,6 %      |
| Revenus annuels                        | 26 156 $          | 29 829 $   |
| Personnes sous le seuil de pauvreté    | 14,9 %            | 12,3 %     |
| Diplômés du lycée                      | 86,4 %            | 87,0 %     |
| Diplômés de l'université               | 36,0 %            | 30,3 %     |

### Source de la traduction
- (en) Cet article est partiellement ou en totalité issu de l’article de Wikipédia en anglais intitulé « Brewster County, Texas » (voir la liste des auteurs).